# Uit De Marge
Uit De Marge is een Belgische vzw die werd opgericht in 1983. Het is het steunpunt en expertisecentrum voor jeugdwerk en jeugdbeleid met kinderen en jongeren in een maatschappelijk kwetsbare situatie. Uit De Marge vzw ijvert voor de rechten van kinderen en jongeren in een maatschappelijk kwetsbare situatie door maatschappelijke verandering. Dat realiseert het door het jeugdwerk te ondersteunen in zijn diversiteit en via beïnvloeding van het jeugdbeleid. Daarbij ligt de nadruk steeds op de emancipatie van kinderen en jongeren. 
Uit De Marge vzw is een van de bestuursleden van de Kinderrechtencoalitie Vlaanderen.
Thema's waarrond gewerkt wordt, zijn onder meer armoede, sport, onderwijs, vrijwilligers en jeugdhulpverlening. De organisatie reikt sinds 2010 daarenboven jaarlijks de Cera-prijs voor het Vlaamse jeugdwelzijnswerk uit.
Voorzitter van de raad van bestuur is Pascal Debruyne, wetenschappelijk medewerker van de vakgroep Derde Wereld aan de Universiteit Gent.